# Acordo Militar Brasil-Estados Unidos
O Acordo Militar Brasil-Estados Unidos foi um acordo de assistência militar assinado em 15 de Março de 1952 no Rio de Janeiro entre os dois países, com o objetivo de defender o hemisfério ocidental. Oficialmente chamado de Acordo de Assistência Militar entre a República dos Estados Unidos do Brasil e os Estados Unidos da América, estabeleceu "basicamente o fornecimento de material norte-americano para o Exército brasileiro em troca de minerais estratégicos".

## Antecedentes
Em 1951, a Secretaria Geral da Organização das Nações Unidas (ONU) enviou ao Brasil uma solicitação de envio de tropas para a Guerra da Coréia. Realizou-se então uma reunião do Conselho de Segurança Nacional, na qual se decidiu que a colaboração brasileira na defesa do hemisfério ocidental.
Em fevereiro, foi criada a Comissão de Exportação de Material Estratégico (CEME), presidida por João Neves da Fontoura, com objetivo de controlar as transações relativas a minerais atômicos.

## A assinatura do acordo
Foi assinado em 15 de março de 1952 por João Neves da Fontoura e Herschel W. Johnson. O texto do acordo, composto de 12 artigos, declarava, entre outras coisas, que o governo norte-americano se comprometia a fornecer equipamentos, materiais e serviços ao Brasil, o qual, por seu lado, deveria fornecer aos EUA materiais básicos e estratégicos, especialmente urânio e areias monazíticas.

## Rompimento
Em 4 de março desse ano, os EUA, entregaram ao Itamarati um memorando informal e um relatório enviado pelo Departamento de Estado ao Congresso dos EUA avaliando negativamente a situação dos direitos humanos no Brasil, que a partir deste momento gerou uma crise entre os dois  países.

Em 11 de março de 1977, na esteira desta crise diplomática, o acordo foi denunciado pelo governo do presidente Ernesto Geisel, deixando de vigorar um ano depois.